# 玉皇殿 (肇慶市)
玉皇殿位于广东肇庆七星岩风景区内的玉屏岩上，又称“泰山行宫”，始建于明万历四十六年(1618)，清康熙二十年（1681）重修，是肇庆市文物保护单位，类型为古建筑，公布时间为2003年5月6日。。

## 平面布局
玉皇殿的主体建筑是前厅和大殿，前厅屋面后坡和大殿副阶屋面的前坡相连。前厅前面是天井，山门在天井东侧。大殿东侧有供奉金花娘娘、花公花母和十八奶娘的十八奶娘庙。

## 建筑形制

### 山门
玉皇殿山门为单间面阔的砖砌硬山门屋，门楣上方嵌有“玉皇殿”石刻。

### 前厅和大殿
前厅（亦即拜亭）面阔三间，四架通檐，卷棚顶，前檐用挑梁和一跳插栱挑檐。正殿的面阔也是三间，重檐歇山顶，进深八步。
前厅前檐用挑梁和一跳插栱挑檐。大殿副阶前檐和四角用六铺作如意斗拱，两侧和后面用挑梁和两跳华栱。上檐铺作则是六铺作无杪三下昂。大殿副阶角梁后尾和殿身角柱不对齐，且有两重平梁，极具个性。
大殿内有木制五彩蟠龙柱一对，疑是广东省内的孤例。
玉皇殿屋面原铺有碌筒瓦和青绿色的琉璃瓦当滴水，几年前的一次重修中被换成黄色的琉璃瓦，因此被拒于广东省文物保护单位名单之外。